# الباب الضيق
الباب الضيق (بالفرنسية: La Porte étroite) هي رواية فلسفية نفسية للكاتب الفرنسي الحائز على جائزة نوبل في الأدب أندريه جيد (André Gide)، نُشرت لأول مرة عام 1909. تُعتبر هذه الرواية من أهم أعمال جيد وأكثرها إثارة للجدل، وتُصنف ضمن أدب الرواية النفسية وتحمل طابعًا سير ذاتيًا وإن كان بشكل رمزي. تتعمق الرواية في صراع بين الحب البشري العميق والسعي الروحي المبالغ فيه، مستكشفةً مفهوم التضحية والزهد والتقوى الصارمة التي تقود أحيانًا إلى نتائج مأساوية.

## الخلفية والسياق
كتب أندريه جيد رواية "الباب الضيق" في فترة حرجة من حياته الأدبية والفكرية، حيث كان يعيش صراعًا داخليًا بين جذوره البروتستانتية المتشددة ونزعته نحو التحرر الفكري والشخصي. تعكس الرواية بشكل كبير خلفية جيد الدينية الكالفينية الصارمة، والتي نشأ عليها، وكيف أثرت هذه التربية على نظرته للحب، الأخلاق، والتقوى. يُقال إن الرواية مستوحاة جزئيًا من تجارب جيد الشخصية وعلاقته بابنة عمه وزوجته مادلين رونيه، وإن كانت الأحداث والشخصيات قد خضعت لتعديلات كبيرة لتخدم الغرض الفني والفلسفي.
جاءت الرواية في سياق أدبي كان يشهد تحولات كبيرة في فرنسا وأوروبا، مع ظهور تيارات أدبية جديدة تركز على التحليل النفسي والشخصي، بعيدًا عن الواقعية المفرطة أو الرومانسية التقليدية. تمثل "الباب الضيق" نموذجًا لهذا النوع من الأدب الذي يتعمق في دوافع الشخصيات وصراعاتها الداخلية المعقدة، ويسلط الضوء على الجوانب المظلمة والمتقلبة للنفس البشرية. ==الحبكة التفصيلية==
تُروى قصة "الباب الضيق" بشكل رئيسي من وجهة نظر البطل جيروم فونتاني (Jérôme Palissier)، الشاب المثقف والمثالي، والذي يروي الأحداث عبر مذكراته ورسائله، بالإضافة إلى جزء أخير يُروى من مذكرات بطلة الرواية أليسا بوكييه (Alissa Bucolin).
تبدأ الرواية بتقديم جيروم وهو يستذكر طفولته وشبابه، وكيف نشأت علاقة حب عميقة ومثالية بينه وبين ابنة خاله أليسا. نشأت أليسا وجيروم في كنف أسرتين متقاربتين، وكلتاهما متأثرة بالتقاليد البروتستانتية الصارمة. منذ الصغر، كان هناك نوع من الإعجاب المتبادل الذي تحول تدريجيًا إلى حب أفلاطوني مثالي. تكتشف أليسا، وهي فتاة ذات روح نبيلة وعمق ديني كبير، أن والدتها كانت تخون والدها، وأن هذا الاكتشاف قد ترك أثرًا عميقًا في نفسها، مما دفعها نحو الزهد والتقوى المفرطة، ورغبة في "التكفير" عن خطايا عائلتها.
تتعمق العلاقة بين جيروم وأليسا، ويتبادلان الرسائل التي تكشف عن عمق مشاعرهما وتطلعاتهما الروحية. جيروم، الذي يقدس أليسا ويعتبرها نموذجًا للكمال الروحي، يرى أن حبهما يجب أن يكون نقيًا وسموًا، ويتأثر بميل أليسا نحو التقشف والابتعاد عن الملذات الدنيوية. أليسا، بدورها، تسعى جاهدة لتكون "جديرة" بحب جيروم، لكنها تفسر هذه الجدارة بطريقتها الخاصة التي تتجه نحو التضحية القصوى ورفض السعادة الدنيوية.
تتطور الأحداث ليتقدم جيروم لخطبة أليسا، لكنها ترفضه مرارًا، بحجج مختلفة، مدعية أنها غير جديرة به، أو أن هذا الزواج سيمنعهما من الوصول إلى "طريق الخلاص الأسمى". في كل مرة يتقدم فيها جيروم، تزداد أليسا ابتعادًا، مبررة ذلك بسعيها وراء الكمال الروحي، مفسرةً "الباب الضيق" (المذكور في الإنجيل: "اجتهدوا أن تدخلوا من الباب الضيق") بأنه يتطلب التضحية بالسعادة الشخصية ورفض كل ما هو دنيوي.
المفارقة تكمن في أن جيروم، على الرغم من حبه الشديد لأليسا وتأثره بتقواها، لا يدرك مدى عمق تضحيتها بنفسها، أو أنهما يفسران "الباب الضيق" بشكل مختلف. جيروم يرى أن حبهما يمكن أن يكون جزءًا من مسعاهما الروحي، بينما أليسا ترى أن حبها لجيروم، كأي رابط دنيوي، هو عقبة أمام خلاص روحها ونيل رضى الله. هي تعتقد أن التضحية بحبهما هو أقصى درجات التوبة والسمو الروحي.
تتخلل القصة شخصيات أخرى مثل جولييت، أخت أليسا الصغرى، التي تكن مشاعر حب لجيروم، ولكنها تتنحى جانبًا احترامًا لحب أختها الأكبر. جولييت تمثل النقيض لأليسا؛ فهي أكثر واقعية وحيوية، تتزوج وتنجب أطفالًا، وتعيش حياة طبيعية، مما يسلط الضوء على التناقض بين الحياة الدنيوية والسعي الروحي المفرط.
مع مرور الوقت، تزداد أليسا نحافة وتتدهور صحتها. يتضح أنها كانت تعاني من مرض السل، الذي كان منتشرًا في تلك الفترة وغالبًا ما يرتبط بالوهن الجسدي. تستمر في رفض جيروم، وتتخذ قرارًا بالانفصال عنه تمامًا، لكي تكرس حياتها للعبادة والزهد المطلق. في نهاية المطاف، تلجأ أليسا إلى دير أو مصحة، وتموت هناك وحيدة، وهي تؤمن أنها سارت على "الباب الضيق" وضحّت بكل شيء في سبيل خلاص روحها.ينتهي الجزء الأكبر من الرواية برواية جيروم، الذي يظل حائرًا ومحطمًا بسبب موت أليسا وعدم فهمه الكامل لدوافعها. ثم تُضاف خاتمة للرواية وهي مذكرات أليسا التي كتبتها قبل وفاتها. هذه المذكرات هي المفتاح لفهم دوافعها الحقيقية. تكشف المذكرات أنها كانت تحب جيروم حبًا عميقًا، لكنها فضلت التضحية بهذا الحب من أجل ما اعتبرته "واجبها" تجاه الله، وسعيها للقداسة المطلقة. تظهر المذكرات مدى معاناتها الداخلية بين حبها البشري ورغبتها في التسامي الروحي، وكيف أدت هذه الصراعات إلى تدميرها الذاتي. تكشف أليسا أنها خشيت أن يكون حبها لجيروم "وثنًا" يلهيها عن حب الله، وأنها اختارت التضحية بهذا الحب لتدخل "الباب الضيق" الذي يقود إلى الحياة الأبدية، متجاهلة أن هذا الطريق أدى بها إلى الموت والعزلة.
تُظهر النهاية المأساة العميقة للرواية: أليسا ضحت بحياتها وسعادتها من أجل مثال روحي كان في النهاية مدمرًا لها ولجيروم، الذي ظل يعاني من عدم الفهم والأسى. الرواية لا تقدم حلاً، بل تطرح تساؤلات حول التوازن بين الروح والجسد، بين الحب البشري والتعاليم الدينية الصارمة، ومدى صحة التضحية بكل شيء في سبيل السمو الروحي.

## الشخصيات الرئيسية
تُبرز "الباب الضيق" مجموعة من الشخصيات التي تجسد صراعات داخلية عميقة، وتتفاعل فيما بينها لتكشف عن التوترات الفلسفية والدينية للرواية
```
===جيروم فونتاني===
  هو بطل الرواية والراوي الرئيسي لجزء كبير منها. شاب مثالي، حساس، ومثقف. يعشق أليسا بصدق وعمق، ويقدسها كرمز للكمال الروحي والأخلاقي. شخصيته سلبية إلى حد ما، فهو يتأثر بشدة بقرارات أليسا ويتبعها دون فهم كامل لدوافعها المعقدة. حبه لها يجعله أعمى عن تدميرها الذاتي، وينتهي به المطاف محطمًا وحائرًا، غير قادر على فهم سبب تضحيتها بسعادتهما المشتركة. يمثل جيروم الحب البشري النقي الذي يواجه مثالية متطرفة.
```

### أليسا بوكييه
```
  هي البطلة المحورية والرمز الرئيسي للرواية. فتاة ذات جمال روحي وعمق فكري، لكنها تعاني من صراع داخلي هائل. تكتشف خيانة والدتها، وهذا الاكتشاف يدفعها إلى مسار ديني متطرف، حيث تسعى للتكفير عن "خطايا" أسرتها من خلال الزهد والتقشف المبالغ فيه. تفسر "الباب الضيق" (الطريق إلى الخلاص) على أنه يتطلب رفضًا مطلقًا لكل ملذات الحياة الدنيوية، بما في ذلك الحب والسعادة الشخصية. تختار التضحية بحبها لجيروم، معتبرة إياه عقبة أمام قدسيتها. شخصيتها معقدة وغامضة في البفسية، ولا تتضح دوافعها بالكامل إلا من خلال مذكراتها في نهاية الرواية. تمثل أليسا الروح التي تُدمر جسدها وحياتها في سبيل مثال روحي مبالغ فيه.
===جولييت بوكييه===
  الأخت الصغرى لأليسا، وتمثل نقيضها التام. هي فتاة عملية، حيوية، وواقعية. تحب جيروم، لكنها تدرك حب أختها له وتتنحى جانبًا. تختار حياة طبيعية وعادية، تتزوج وتنجب أطفالًا، وتعيش حياة سعيدة ومستقرة. وجودها في الرواية يسلط الضوء على خيارات الحياة المختلفة ونتائجها، ويبرز تضادًا مع مسار أليسا المأساوي.
```

### العم بوكييه
```
  والد أليسا وجولييت. رجل بسيط، محب، ولكنه ضعيف الشخصية وغير قادر على فهم تعقيدات نفس أليسا أو التدخل في مسارها. يمثل الجانب الطيب لكن السلبي في العائلة.
```

### السيدة تيستولين
```
  شخصية ثانوية لكنها مؤثرة، وهي إحدى قريبات العائلة. تمثل التقوى الظاهرية والثرثرة الدينية السطحية، مما يضيف بعدًا نقديًا للبيئة الدينية في الرواية.
```

## الموضوعات الرئيسية
تتعمق رواية "الباب الضيق" في استكشاف عدد من الموضوعات الفلسفية والدينية والنفسية المعقدة:

### الحب الروحي مقابل الحب البشري
```
  هذا هو الموضوع المركزي للرواية. يُظهر جيد التوتر بين حب جيروم وأليسا العاطفي النقي، ورغبة أليسا في تحويل هذا الحب إلى حب إلهي خالص يتجاوز كل ما هو بشري. تعتقد أليسا أن الحب البيني، مهما كان نقيًا، يمثل عائقًا أمام السمو الروحي والتقرب من الله. هذا الصراع يقودها إلى رفض السعادة الدنيوية والتضحية بعلاقتها مع جيروم. الرواية تتساءل عما إذا كان من الممكن التوفيق بين هذين النوعين من الحب، أو إذا كان أحدهما يجب أن يدمر الآخر.
```

### التقوى والزهد المبالغ فيه
```
  تُعد الرواية نقدًا ضمنيًا للتقوى المتطرفة والزهد الذي يتحول إلى هوس مدمر. أليسا، في سعيها للقداسة، تتجاوز الحدود المعقولة للتقوى، مما يؤدي إلى حرمانها من الحياة، وإيذاء من حولها، وتدمير ذاتها. جيد، الذي نشأ في بيئة بروتستانتية صارمة، يستخدم أليسا ليوضح كيف يمكن أن تؤدي التفسيرات المتطرفة للنصوص الدينية إلى نتائج مأساوية وغير إنسانية، وكيف يمكن للفضيلة أن تتحول إلى رذيلة عندما تُمارس بشكل أعمى أو مبالغ فيه.
[
3
]
```

### التضحية بالنفس والشهادة
```
  تدور الرواية حول فكرة التضحية، ليس فقط من أليسا التي تضحي بحبها وسعادتها وحياتها، بل أيضًا من جيروم الذي يضحي بسعادته من أجل مثالية أليسا التي لا يفهمها تمامًا. أليسا ترى في موتها وحياتها الزاهدة نوعًا من الشهادة أو التكفير عن خطايا الآخرين (والدتها)، أو وسيلة للوصول إلى مرتبة روحية أعلى. الرواية تتساءل عن قيمة التضحية عندما تؤدي إلى الدمار، وعما إذا كانت التضحية الحقيقية تتطلب بالضرورة رفض الحياة.
```

### النزعة الكالفينية وتأثيرها
```
  تتأثر الرواية بشدة باللاهوت الكالفيني، الذي يركز على الفطرة البشرية الخاطئة، والقدر، وأهمية التقشف والزهد للوصول إلى الخلاص. تُظهر الرواية كيف أن التفسير الحرفي لبعض تعاليم الكالفينية (مثل "الباب الضيق") يمكن أن يقود الأفراد إلى مسار تدميري بدلاً من طريق الخلاص الحقيقي. جيد ينتقد هنا الجانب المظلم من هذه اللاهوتية الذي قد يدفع الأفراد إلى إنكار إنسانيتهم.
```

### الباب الضيق ومفهومه
```
  المثل الإنجيلي "اجتهدوا أن تدخلوا من الباب الضيق" (متى 7: 13-14) هو المحور الرمزي للرواية. تُفسر أليسا هذا "الباب الضيق" حرفيًا على أنه طريق يتطلب رفضًا كاملاً للسعادة الدنيوية وكل ما يُعتبر "فسادًا" أو "عقبة" أمام الروح. الرواية تستكشف التفسيرات المختلفة لهذا المثل: هل هو دعوة للزهد المطلق أم هو دعوة لنوع من النقاء الروحي الذي يمكن أن يتعايش مع الحياة البشرية؟
===الصدق الذاتي والتضحية===
  تطرح الرواية سؤالاً حول الصدق في العلاقة مع الذات والآخرين. أليسا تدعي أنها تختار مسارًا روحيًا، لكن دوافعها الحقيقية قد تكون أكثر تعقيدًا وتتضمن هروبًا من العيوب البشرية أو رغبة في الكمال الذي لا يُمكن بلوغه. في المقابل، تُظهر شخصية جولييت أن الصدق الذاتي قد يكمن في تقبل الحياة بتناقضاتها عيوبها.
===الاضطراب العائلي والمرض===
  خيانة والدة أليسا ومرض السل الذي تعاني منه أليسا (والذي كان شائعًا ويرتبط بالضعف والوهن) يضيفان طبقات من المعاناة الجسدية والنفسية. المرض الجسدي لأليسا يصبح انعكاسًا لمرضها الروحي والنفسي، ويدعم فكرة تدهورها المستمر نتيجة لخياراتها المتطرفة.
```

## الأسلوب السردي
يُظهر أندريه جيد في "الباب الضيق" براعته في الأسلوب السردي، والذي يساهم بشكل كبير في عمق الرواية وتأثيرها:
```
===السرد بضمير المتكلم===
  الجزء الأكبر من الرواية يُروى من منظور جيروم. هذا الأسلوب يسمح للقارئ بالدخول إلى عقل جيروم ومشاعره، وفهم العالم من خلال تجربته الشخصية. ومع ذلك، فإنه يحد أيضًا من فهمنا لدوافع أليسا، مما يجعل شخصيتها أكثر غموضًا ويزيد من تأثير المفاجأة عندما تُكشف مذكراتها.
```

### استخدام الرسائل والمذكرات
```
  يعتمد جيد بشكل كبير على الرسائل المتبادلة بين جيروم وأليسا، ثم على مذكرات أليسا الخاصة. هذا الأسلوب يضيف طبقات من الأصالة والواقعية إلى السرد، ويسمح بتقديم وجهات نظر متعددة للأحداث. مذكرات أليسا في الجزء الأخير هي تحول حاسم في الرواية؛ فهي تقدم الصوت المفقود، وتكشف عن الصراع الداخلي العميق لأليسا الذي لم يكن جيروم ولا القارئ على دراية كاملة به سابقًا. هذا الاستخدام الذكي للوثائق الشخصية يمنح الرواية عمقًا نفسيًا فريدًا.
```

### النثر الرصين والجمالي
```
  يتميز أسلوب جيد بالدغة والوضوح، مع لمسة شعرية رقيقة. نثره ليس مزخرفًا بشكل مبالغ فيه، بل هو رصين ومكثف، مما يسمح للتركيز على الجوانب النفسية والفلسفية. يستخدم جيد اللغة بدقة ليعبر عن أدق الفروق في المشاعر والأفكار.
```

### الغموض والرمزية
```
  يتعمد جيد ترك بعض الجوانب غامضة، خاصة فيما يتعلق بالدوافع النفسية لأليسا. هذا الغموض يدفع القارئ إلى التفكير والتفسير، مما يعمق التجربة القرائية. كما أن الرواية مليئة بالرمزية، أبرزها "الباب الضيق" نفسه، الذي تتعدد تفسيراته الروحية والنفسية.
```

## التحليل والنقد
تُعد رواية "الباب الضيق" مادة غنية للتحليل والنقد، وقد حظيت باهتمام كبير من النقاد والأكاديميين منذ نشرها. أثارت الرواية جدلاً واسعًا بسبب تناولها الجريء لموضوعات الدين، الحب، والتضحية.
```
===نقد المثالية والزهد===
  ركز الكثير من النقاد على نقد أندريه جيد للمثالية المفرطة والزهد الديني الذي يقود إلى الهلاك. يرى العديد أن أليسا ليست بطلة روحية بالمعنى التقليدي، بل هي ضحية لتفسيرها المتطرف للدين، والذي أدى بها إلى إنكار ذاتها وحرمانها من السعادة. تُعتبر الرواية تحذيرًا من مخاطر الروحانية المنفصلة عن الواقع الإنساني والجسدي
[
3
]
```

### التحليل النفسي
```
  يُفسر بعض النقاد تصرفات أليسا من منظور نفسي، حيث يرون أن اكتشافها لخيانة والدتها قد أحدث لها صدمة نفسية عميقة، دفعتها إلى نوع من "التكفير" أو الهروب من الطبيعة البشرية "الخاطئة" عبر طريق الزهد. يُنظر إلى سلوكها على أنه هروب من مواجهة الحياة بكل تعقيداتها، ورغبة في السيطرة المطلقة على ذاتها ومشاعرها، حتى لو كان الثمن هو تدمير نفسها. يرى البعض أن أليسا تعاني من نوع من "نقص الحياة" أو عدم القدرة على تقبل الفرح والسعادة.
[
4
]
```

### جيد بين الكالفينية والتحرر
```
  تُقرأ الرواية غالبًا كتعليق لجيد على تربيته الكالفينية الصارمة وصراعه معها. يرى النقاد أن جيد، من خلال شخصية أليسا، يختبر ويحلل الحدود المدمرة للعقيدة التي تفرض التضحية بالسعادة البشرية باسم القداسة. في الوقت نفسه، لا يقدم جيد رفضًا تامًا للدين، بل يقدم نقدًا للتفسير الحرفي والمتطرف الذي يتجاهل جوانب أخرى من الوجود البشري.                   ===نقد الرواية التقليدية===
يمثل أسلوب جيد في "الباب الضيق" انحرافًا عن الرواية التقليدية في عصره. استخدامه للسرد من منظور جيروم ثم مذكرات أليسا يكسر النمط السردي الخطي، مما يضيف عمقًا نفسيًا وتعقيدًا للبنية السردية، ويجبر القارئ على المشاركة بنشاط في تفسير الأحداث ودوافع الشخصيات.
```

### الغموض الميتافيزيقي
```
  يشير بعض النقاد إلى أن الرواية لا تقدم إجابات قاطعة، بل تطرح أسئلة حول طبيعة الحب، الإيمان، والخلاص. نهاية أليسا المأساوية تترك القارئ مع تساؤلات حول جدوى سعيها، وما إذا كانت قد حققت الخلاص الروحي أم أنها ضاعت في وهم التضحية. هذا الغموض المتعمد يعمق الطابع الفلسفي للرواية.        ==الاستقبال والتأثير==
```

عند نشرها عام 1909، لاقت رواية "الباب الضيق" استقبالًا نقديًا متباينًا، لكنها سرعان ما ترسخت كواحدة من أهم أعمال أندريه جيد وأكثرها تأثيرًا.
```
===الاستقبال الأولي===
  أثارت الرواية جدلاً في الأوساط الأدبية والدينية. البعض أشاد بعمقها النفسي وبراعة جيد في التحليل، بينما انتقدها البعض الآخر لاعتبارها "معادية للدين" أو مفرطة في التشاؤم. المعاني الدقيقة لـ "الباب الضيق" وطبيعة حب أليسا وجيروم كانت موضع نقاش.
=== تأثيرها الأدبي===
   الأدب النفسي: ساهمت الرواية في ترسيخ مكانة أندريه جيد كواحد من رواد الرواية النفسية في الأدب الفرنسي، حيث ألهمت العديد من الكتاب لاستكشاف أعماق النفس البشرية وصراعاتها الداخلية.
  نقد القيم البرجوازية: كانت جزءًا من حركة أوسع في الأدب الفرنسي تنتقد القيم الأخلاقية والدينية السائدة في المجتمع البرجوازي في مطلع القرن العشرين، وتدعوا إلى مزيد من الصدق الذاتي والتحرر.
   أدب القرن العشرين: تُعد "الباب الضيق" نقطة مرجعية في دراسة الأدب الفرنسي في القرن العشرين، وتُدرّس في الجامعات كنموذج للرواية الفلسفية التي تتناول موضوعات معقدة بأسلوب فريد.
===الشهرة والترجمات===
  نالت الرواية شهرة عالمية واسعة، وتُرجمت إلى العديد من اللغات. وقد ساهمت ترجماتها في تعريف القراء غير الفرنسيين بأسلوب جيد وعمقه الفكري، مما عزز مكانته ككاتب عالمي حائز على جائزة نوبل.
===الإلهام الفني===
  على الرغم من طبيعتها الفلسفية المعقدة، فقد أُلهمت بعض الأعمال الفنية من "الباب الضيق"، وإن كانت بشكل أقل مقارنة بأعمال أخرى لجيد
```

## اقتباسات بارزة
تتميز الرواية بأسلوبها الرصين وتأملاتها الفلسفية التي أدت إلى العديد من الاقتباسات المؤثرة
```
* "يجب أن نختار: أن نحب الله أو أن نحب هذا الشخص. لا أستطيع أن أرى كيف يمكن لحبنا أن يكون كفيلًا بأن يخدم الله." (من مذكرات أليسا)
* "الباب الضيق... هو الطريق إلى الحياة."
* "كل سعادة دنيوية هي عقبة في طريق سعادتنا الأبدية." (من أفكار أليسا)
* "اعتقدت أن الفضيلة يجب أن تكون مزيجًا من اليأس والصبر."
* "لا أعتقد أن الله يطلب منا أن نرفض السعادة التي يقدمها لنا." (من منظور جيروم)
```

## الترجمات إلى العربية
تُعد رواية "الباب الضيق" من الأعمال الكلاسيكية التي لاقت اهتمامًا في العالم العربي، وقد تُرجمت إلى اللغة العربية عدة مرات، مما ساعد على انتشارها بين القراء العرب. من أبرز الترجمات
```
ترجمة فؤاد أفرام البستاني: تُعتبر من أوائل وأشهر الترجمات للرواية إلى العربية.
ترجمات أخرى: توجد ترجمات متعددة عن دور نشر مختلفة.
```